# Levelwood
Levelwood est l'un des huit districts de Sainte-Hélène faisant partie du Territoire britannique d'outre-mer de Sainte-Hélène, Ascension et Tristan da Cunha. Situé à l'ouest de l'île, son siège est la localité de Levelwood.

## Géographie
Le district est situé sur la côte ouest de l'île et possède sous son administration l'îlot George. Le pic de Diana, point culminant de l'île à 818 mètres, est le tripoint des districts de Sandy Bay (sud-ouest), Levelwood (est) et de Longwood (nord).

## Histoire
Levelwood est une zone très rurale de Sainte-Hélène.